# Forcepia lissa
Forcepia lissa är en svampdjursart som först beskrevs av de Laubenfels 1954.  Forcepia lissa ingår i släktet Forcepia och familjen Coelosphaeridae.
Artens utbredningsområde är havet kring Mikronesien. Inga underarter finns listade i Catalogue of Life.